# Notė
Notė je řeka na západě Litvy v okresech Plungė (Telšiaiský kraj) a Skuodas (Klajpedský kraj), v Žemaitsku na Žemaitijské vysočině. Pramení 5 km na sever od města Plateliai. Vlévá se do Salantu 24,1 km od jeho ústí do řeky Minija u "hradiště" Laivių piliakalnis. Je to jeho pravý přítok.

## Průběh toku
Pramení na území Národního parku Žemaitije. Teče zpočátku směrem západním, míjí obloukem ze severu ves Dovainiai, protéká vsí Zobielai, dále protéká rybníkem, městysem Notėnai, který podle řeky dostal jméno a ve kterém se stáčí obloukem na jih, po 2 km se stáčí ostře na severozápad, protéká vsí Panotėniai, vsí Baidotai, za kterou se stáčí prudce na jihozápad a u "hradiště" jménem Laivių piliakalnis se vlévá do Salantu.

## Přítoky
Pravý: N - 1 (vlévá se 5,8 km od ústí)
Pravý:
- Juodupis (vlévá se 1,9 km od ústí)